# Kanton Agen-1
Agen-1 is een kanton van het Franse departement Lot-et-Garonne. Het kanton maakt deel uit van het arrondissement Agen en telde 16.348 inwoners in 2018.
Het kanton werd gevormd ingevolge het decreet van 26 februari 2014 met uitwerking op 22 maart 2015.

## Gemeenten
Het kanton omvat de volgende gemeenten:
- Agen (noordelijk deel)
- Bajamont
- Foulayronnes
- Pont-du-Casse